# Atacta
Atacta – rodzaj muchówek z rodziny rączycowatych (Tachinidae).

## Wybrane gatunki
- A. brasiliensis Schiner, 1868[2]
- A. crassiceps Aldrich, 1925[2]